# Baćica
Baćica (Servisch cyrillisch Баћица) is een plaats in de Servische gemeente Tutin. De plaats telt 347 inwoners (2002).